# Thestor roussowi
Thestor roussowi är en fjärilsart som beskrevs av Dickson 1971. Thestor roussowi ingår i släktet Thestor och familjen juvelvingar. Inga underarter finns listade i Catalogue of Life.